# Список музеїв Баку
Список музеїв Баку (азерб. Bakı muzeylərinin siyahısı) — список музеїв столиці Азербайджану.

## Список музеїв
| № за/п | Назва музею                             | Зображення | Створено | Адреса                                                     |
| ------ | --------------------------------------- | ---------- | -------- | ---------------------------------------------------------- |
| 1      | Музей Абдулли Шаїга                     |            | 1990     | Баку, вул. А. Шаїга, 21 Офіційний сайт                     |
| 2      | Музей археології та етнографії          |            | 1981     | Баку, Ічері-шехер, вул. Беюк Гала, 42                      |
| 3      | Державний музей історії та релігії      |            | 1967     | Баку, пр. Нефтчиляр, 96 123A                               |
| 4      | Державний музей сільського господарства |            | 1924     | Баку, Дарнагюльське шосе, 30/97                            |
| 5      | Будинок-музей Джаліла Мамедкулізаде     |            | 1978     | Баку, вул. Сулеймана Тагізаде, 56 Офіційний сайт           |
| 6      | Державний музей мистецтв                |            | 1936     | AZ 1005, Баку, вул. Ніязі 9/11 Офіційний сайт              |
| 7      | Будинок-музей Бюль-Бюля                 |            | 1976     | Баку, пр., Бюль-Бюль, 15                                   |
| 8      | Музей історії Азербайджану              |            | 1920     | AZ 1005, Баку, вул. Г. З. Тагієва, 4 Офіційний сайт        |
| 9      | Музей природничої історії               |            | 1930     | Баку, вул. Лермонтова, 3                                   |
| 10     | Будинок-музей Ростроповичів             |            | 1998     | Баку, вул, Ростроповичів, 19                               |
| 11     | Державний музей килима                  |            | 1967     | AZ 1001, Баку, пр-т Нефтчіляр, 123 «а» 1/67 Офіційний сайт |
| 12     | Інститут рукописів НАН Азербайджану     |            | 1986     | Баку, вул. Істиглаліят, 8 Офіційний сайт                   |
| 13     | Музей мініатюрних книг                  |            | 2002     | Баку, Ічері Шехер 1-й Кріпосний пр., 35 Офіційний сайт     |
| 14     | Будинок-музей Мамеда Ордубаді           |            | 1979     | Баку, вул. Хагані, 19                                      |
| 15     | Музей Азербайджанської літератури       |            | 1939     | AZ 1001, Баку, вул. Істиглаліят, 53 Офіційний сайт         |
| 16     | Будинок-музей Нарімана Наріманова       |            | 1977     | Баку, вул. Істиглаліят, 35                                 |
| 17     | Археологічний заповідник Гобустан       |            | 1996     |                                                            |
| 18     | Малакологічний музей «Рінай»            |            | 1989     | AZ 1001, Баку, вул. Ібрагіма Мамедова, 2а, кв. 85          |
| 19     | Будинок-музей Самеда Вургуна            |            | 1975     | Баку, вул. Тарлана Аліярбекова, 4                          |
| 20     | Будинок-музей Узеїра Гаджибекова        |            | 1975     | Баку, Ясамал, вул. Шаміля Азізбекова, 67/69                |
| 21     | Будинок-музей Саттара Бахлулзаде        |            | 2014     | Баку, вул. А. Сумбатзаде, 5a                               |
| 22     | Будинок-музей Азіма Азімзаде            |            | 1968     | Баку, вул. Діляри Алієвої, 157 Офіційний сайт              |
| 23     | Державний музей театру                  |            | 1934     | Баку, пр. Нефтчиляр, 49                                    |
| 24     | Будинок-музей Гусейна Джавіда           |            | 1981     | Баку, вул. Істиглаліят, 8 Офіційний сайт                   |
| 25     | Азербайджанський медичний музей         |            | 1986     | Баку, вул. Н. Рафибеклі, 18                                |
| 26     | Державний музей музичної культури       |            | 1967     | Баку, вул. Рашида Бейбутова, 5 Офіційний сайт              |
| 27     | «Атешгях" — музей просто неба           |            | 2007     | Баку, Сураханський район Офіційний сайт                    |
| 28     | Бакинський музей сучасного мистецтва    |            | 2009     | AZ 1025, Баку, бул. Юсиф Сафарова 5 Офіційний сайт         |
| 29     | Азербайджанський залізничний музей      |            | 2019     | Баку, пл. Джафара Джабарли Офіційний сайт                  |